# Mandy (canção de Scott English)
"Mandy", originalmente intitulado "Brandy", é uma canção escrita e composta em conjunto por Scott English e Richard Kerr.
"Brandy" tinha sido um sucesso em 1971 para Scott English no Reino Unido e em 1972 para Bunny Walters na Nova Zelândia. No entanto, a canção foi tornada famosa por Barry Manilow em 1974, quando ele mudou o título para "Mandy" para evitar confusão com a canção da banda Looking Glass, "Brandy (You're a Fine Girl)". Sua versão alcançou o topo das paradas Hot 100 Singles. Mais tarde, ele foi gravado por muitos outros artistas. A boyband irlandesa Westlife teve um chegou a 1ª posição no Reino Unido com sua versão em 2003.

## Versão de Barry Manilow
Em 1974, gravado por Barry Manilow, sob o título "Mandy", a canção foi o primeiro hit número um de Manilow na Billboard Hot 100 e na parada Easy Listening charts, e seu primeiro single com certificado Ouro. 
Nos três anos entre a gravação de Scott English de 1971 e Manilow, o Looking Glass tinha gravado uma canção intitulada "Brandy (You're a Fine Girl)", em 1972. Portanto, para evitar confusão, quando Manilow decidiu gravar a canção, ele mudou o título para "Mandy". Foi Clive Davis, que sugeriu que Manilow gravasse a seleção. Manilow gravou originalmente como uma melodia pop chiclete up-tempo semelhante ao original de English, mas ele e seu produtor, Ron Dante, supostamente odiava a maneira como saiu. Assim, ele regravou-a como uma balada e ficaram muito mais satisfeitos com os resultados. 
Foi o primeiro sucesso de Manilow e a primeira música no selo de Clive Davis, Arista Records (anteriormente de Bell Records) para bater a Billboard Hot 100. 

### Desempenho nas paradas
| Paradas (1974)            | Posição mais alta |
| ------------------------- | ----------------- |
| Canadian Singles Chart    | 1                 |
| German Singles Chart      | 19                |
| Irish Singles Chart       | 6                 |
| New Zealand Singles Chart | 30                |
| UK Singles Chart          | 11                |
| US Hot 100 Singles Chart  | 1                 |

## Versão de Westlife
"Mandy" foi regravada pelo grupo irlandês Westlife em 2003 e foi lançado como o segundo single de seu quarto álbum de estúdio, Turnaround. O single alcançou a posição número um na UK Singles Chart para se tornar o 12º número um da banda na parada britânica. O single vendeu mais de 190.000 cópias no Reino Unido.

### Faixas
CD1
1. "Mandy" (Single Remix) – 3:19
2. "Flying Without Wings" (Live) (ao vivo) – 3:41

CD2
1. "Mandy" (Single Remix) – 3:19
2. "You See Friends (I See Lovers)" (Byrne, Egan, Farrell, Feehily, Filan, McFadden, O'Leary) – 4:11
3. "Greased Lightning" (Casey, Jacobs) – 3:19
4. "Mandy" (Video) – 3:19
5. "Mandy" (Making of the Video) (filmagem dos bastidores do vídeoclipe) – 2:00

### Desempenho nas paradas
| Paradas (2003)                   | Posição mais alta |
| -------------------------------- | ----------------- |
| Austrian Singles Chart           | 16                |
| Belgian (Flanders) Singles Chart | 50                |
| Danish Singles Chart             | 2                 |
| Dutch Singles Chart              | 27                |
| German Singles Chart             | 14                |
| Irish Singles Chart              | 1                 |
| Norwegian Singles Chart          | 15                |
| Swedish Singles Chart            | 4                 |
| Swiss Singles Chart              | 30                |
| UK Singles Chart                 | 1                 |

Parada de fim de ano
| Parada de fim de ano (2003) | Posição |
| --------------------------- | ------- |
| Irish Singles Chart         | 5       |
| UK Singles Chart            | 32      |

| Precedido por "Me Against the Music" de Britney Spears com Madonna | Singles número um no Irish Singles Chart 22 de novembro de 2003 (3 semanas) | Sucedido por "Shut Up" de The Black Eyed Peas |
| Precedido por "Crashed the Wedding" de Busted                      | Singles número um na UK Singles Chart 23 de novembro de 2003 (1 semana)     | Sucedido por "Leave Right Now" de Will Young  |

## Outras versões
- Bunny Walters em 1972 (como "Brandy" no original)
- Andy Williams (1975)
- Richard Clayderman (1994)
- Johnny Mathis (1997)
- Me First and the Gimme Gimmes (1997)
- Box Car Racer (2002)
- Westlife (2003)
- Bradley Joseph (2005)
- Donny Osmond (2007)

## Na cultura popular
- Os Simpsons parodiaram a canção nos episódios "The Last Temptation of Homer" e  "Day of the Jackanapes".
- Grace Adler canta "Mandy" em um episódio de Will & Grace.
- A canção é cantada por David Boreanaz em um karaokê em um episódio de Angel.
- "Mandy" aparece no filme Uma Noite no Museu.
- A canção aparece em um episódio de Uma Família da Pesada quando Peter, Joe, Cleveland e Quagmire vão para um show de Barry Manilow. O nome "Mandy" é mudado para "Quagmire" quando Manilow chama Quagmire no palco.
- Alfonso Ribeiro com seu personagem Carlton Banks ,fã declarado de Manilow, canta a canção em um episódio de Um maluco no pedaço.
- A canção também aparece num episódio de Todo Mundo Odeia o Chris, quando o personagem Greg se apaixona por uma menina chamada Mandy.